# Erik Slang

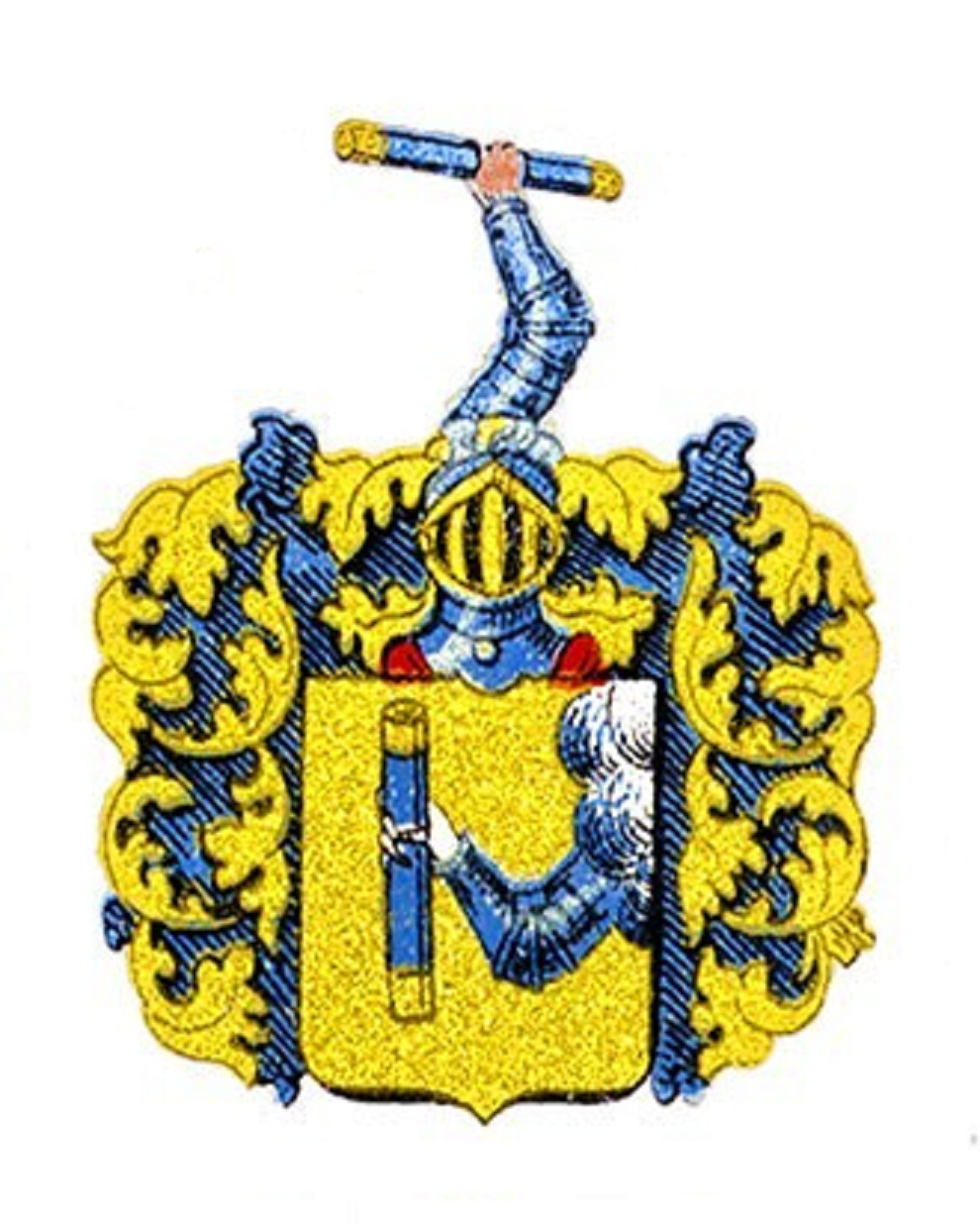
Familienwappen Slang mit Kommandostab

Erik Slang (* 1600; † 23. Oktober 1642 in Leipzig) war königlich-schwedischer Generalmajor im Dreißigjährigen Krieg.

## Leben

### Herkunft und Familie
Erik Slang entstammt einer finnischen Adelsfamilie, die ihre Stammreihe mit Håkan Tidemansson († nach 1505) begann. Seine Eltern waren der königlich-schwedische Oberst, Gouverneur von Narwa und Teilnehmer des Landtags in Helsinki von 1616, Claes Eriksson Slang († 1625) und Elin Johansdotter Boose († 1648). Er war verlobt mit Agnes von Waldeck (1618–1651), einer Tochter von Graf Christian Graf von Waldeck-Wildungen (1585–1637) und Gräfin Elisabeth von Nassau-Siegen (1584–1661). Sie erhielt 1647 nach gerichtlichem Vergleich mit Slangs Mutter die Hälfte seines Güterbesitzes und heiratete schließlich 1650 Graf Johann Philipp III. von Leiningen-Dagsburg. Mit Erik Slang endete der Mannesstamm seines Geschlechts.

### Werdegang
Slang ist wahrscheinlich in Finnland geboren, er genoss seine Erziehung jedoch am Hof Gustav Adolfs. 1625 wurde er in die Adelsklasse der schwedischen Ritterschaft aufgenommen.
Seine militärische Laufbahn begann er als Kornett bei Hans Wachtmeister af Björkö (1609–1652), mit dem er nach Deutschland einrückte. 1635 führte er im Rang eines Oberstleutnants bereits ein eigenes Regiment Finne für Johan Banér. Er führte einige erfolgreiche Aktionen in Brandenburg durch und wurde von Banér als Verhandlungsführer zum Kurfürsten gesandt. 1636 agierte er mit seinem Regiment vor Magdeburg, seine Teilnahme an der Schlacht bei Wittstock wird unterstellt, ist jedoch nicht belegt. Es folgten 1637 erfolgreiche Aktionen in Kursachsen, 1638 in Mecklenburg und erneut in Brandenburg sowie 1639 erneut in Sachsen mit Teilnahme an der Schlacht bei Chemnitz. Slang rückte nun nach Böhmen ein, wo er unter anderem beim Überfall auf Beraun nach heutigen Maßstäben übel wütete, viel Leid und Zerstörung zurückließ. Beim Abzug der Schweden aus Böhmen im März 1640 führte Slang vier Regimenter und deckte Banérs rechte Flanke. Wieder in Sachsen verlor er am 11. Mai 1640 bei Kämpfen bei Saalfeld durch den Treffer eines Sechspfünders den rechten Arm. Dennoch rückte er mit der Armee Banérs Anfang 1641 nach Bayern ein, um den in Regensburg tagenden Reichstag zu bedrohen. Nach dem Scheitern des Angriffs auf die Stadt wurde Slang jedoch auf dem Rückzug aus Bayern im März 1641 bei Gefechten mit den Kaiserlichen von der Hauptarmee getrennt und durch einen Reiterangriff Kaspars von Mercy nach Neunburg vorm Wald geworfen und dort von der kaiserlich-bayrischen Armee eingeschlossen. Übergabeersuche der Stadt lehnte er konsequent ab, wodurch es zur Erstürmung durch die Kaiserlichen kam und Slang gemeinsam mit Banérs Bruder und dem Markgraf von Baden sowie 1600 Reitern, 180 Musketieren und etwa 90 Offizieren in Gefangenschaft geriet.
Im April 1642 wurde Slang gegen Raimondo Montecuccoli ausgetauscht. Zurück bei der Hauptarmee wurde er umgehend zum Generalmajor befördert und ging für seine Unnachgiebigkeit und Tapferkeit in Neunburg als "schwedischer Leonidas" in die Geschichte ein. Er erhielt in diesem Zusammenhang von der Königin einige Lehen bei Satakunda; weiteren Gutsbesitz hatte er bereits vom Vater geerbt. Am 23. Oktober 1642 sollte er in der Schlacht von Leipzig Torstensson die linke Flanke decken. Nachdem Slang während seiner zwölf Jahre in Deutschland fünf Mal verwundet wurde, verlor er diesmal bereits zu Beginn des Treffens sein Leben und wurde in einer Kirche vor Ort beigesetzt.